# Tomtabacken
Tomtabacken er et bjerg som, med sine 377 meter over havet, er Smålands, det sydsvenske højlands og Götalands højeste punkt. Tomtabacken ligger i Nässjö kommune, cirka 22 km sydvest for Nässjö by. På toppen er der et udsigtstårn med milevid udsigt over Småland.
I januar er middeltemperaturen på bjerget -4 °C, lige så koldt som i f.eks. Dalsland eller Uppland. Ikke kun om vinteren er temperaturen lavere end omgivelsernes, i juli er middeltemperaturen 14 °C, hvilket er den samme som i Jokkmokk ved polarcirklen.
Der er to muligheder at tage til Tomtabacken: Til fods på Höglandsleden, som løber lige forbi udsigtstårnet eller med bil fra Malmbäck eller Vrigstad. Der er en parkeringsplads et stykke vej fra udsigtstårnet (med plads til cirka fem biler). Derfra må man gå til fods. På tårnet er der et skilt om, at man klatrer op på egen risiko.
57°30′02″N 14°28′13″Ø / 57.5006°N 14.4703°Ø